# Jocaste (comics)
Pour les articles homonymes, voir Jocaste (homonymie).
Jocaste (« Jocasta » en VO) est une super-héroïne robotique évoluant dans l'univers Marvel de la maison d'édition Marvel Comics. Créé par le scénariste Jim Shooter et le dessinateur George Pérez, le personnage de fiction apparaît pour la première fois dans le comic book Avengers (vol. 1) #162 en août 1977.
Jocaste est un robot humanoïde (androïde) féminin créé par le super-vilain robotique Ultron. D'abord ennemie des Vengeurs, elle est depuis devenue un membre de soutien de cette équipe.

## Biographie du personnage

### Origines et parcours
Le robot Ultron, dont les schémas cérébraux étaient basés sur des personnes vivantes, développe une tendance sentimentale toute humaine et crée un robot femelle dans un laboratoire abandonné. Il base les schémas mentaux de sa création sur ceux de Janet Van Dyne, alias la Guêpe (la femme de son créateur, le docteur Henry Pym). Ce robot est nommé Jocaste, en référence du personnage de la mythologie grecque.
Lors de sa première apparition, Jocaste trahit Ultron et se range du côté des Vengeurs, se sacrifiant dans le processus. Son corps est ensuite conservé par Henry Pym. Mais Ultron la réactive à distance et se sert d'elle pour piéger les héros. De nouveau, elle aide les Vengeurs.
Elle est ensuite capturée par le Collectionneur et libérée par les Vengeurs, avec lesquelles elle vainc Korvac.
Membre de réserve des Vengeurs, elle sert un temps d'intendante au Manoir des Vengeurs et développe des sentiments envers la Vision, alors marié à la Sorcière rouge.
À la suite d'une réorganisation, elle quitte le groupe et voyage à travers le pays. Grâce aux Quatre Fantastiques, elle découvre qu'un programme la forçait peu à peu à reconstruire Ultron. Elle ne peut résister et concrétise sa tâche. La Chose et Machine Man viennent à son secours et détruisent Ultron. Jocaste est détruite au cours du combat. Ses pièces sont récupérées par le Maître de l'évolution et ré-assemblées par ses scientifiques.
Pour aider les Vengeurs, elle se sacrifie de nouveau en détruisant le vaisseau du Maître, rassurée par Captain America sur son statut de véritable Vengeur.

### La naissance de l'armure vivante
La tête de Jocaste est retrouvée par Machine Man, puis volée par Madame Menace (Sunset Bain (en)) qui comptait se servir de ses programmes internes pour battre Iron Man. Le Vengeur doré réveille la conscience de Jocaste, qui coupe sa propre alimentation volontairement pour stopper le plan de Menace. Pendant le processus, elle se télécharge dans l'armure d'Iron Man. Tony Stark l'utilise ensuite comme intendante de maison, enquêtrice, entraîneur sportif et docteur personnel sous la forme d'une armure dotée d'intelligence artificielle.
Toutefois, les serveurs de l'armure d'Iron Man sont infectés par le transfert et développent une vie propre, à cause du programme de reconstruction Ultron. L'armure occupée par Jocaste devient alors vivante et attaque Stark pour prendre sa place. Finalement, l'armure vivante se sacrifie pour permettre à Stark de survivre.
Stark enterre l'armure sur une île déserte mais celle-ci est retrouvée et reconnectée par les Fils de Yinsen, une techno-secte. Mais l'armure est aussitôt contactée par un Ultron sans corps, aidé du robot Antigone. L'armure attache la tête du robot malveillant et prend le contrôle de la cité volante des Fils de Yinsen.
Pour vaincre la menace, Iron Man télécharge l'I.A. de Jocaste dans l'armure pour effacer Ultron. Finalement, dans le combat, Jocaste se retrouve dans le corps d'Antigone, et Ultron est battu.

### Membre de l'Initiative
On ignore ce qu'il advient d'elle ensuite, mais on revoit Jocaste chez les Mavericks, l'équipe fédérale du Nouveau-Mexique formée lors de l'Initiative. Avec une partie des Point Men, l'équipe d'Hawaï, elle affronte les Skrulls lors de l'Invasion.

### Membre des Mighty Avengers
Jocaste est amenée à faire partie de l'équipe des Mighty Avengers de Hank Pym pour repousser la menace du démon Chthon.
Elle commence aussi à éprouver des sentiments amoureux envers Pym, qu'elle considérait comme un dieu, et accepte volontairement d'être la clef de son projet, « Salvation 2 ». Elle devient l'intendante du Manoir Infini des Vengeurs, un lieu situé dans une dimension de poche reliée à la terre par des centaines de portes. Elle change d'apparence, pour ressembler davantage à Janet Van Dyne.

## Pouvoirs et capacités
Jocaste est une puissante intelligence artificielle (IA) incarnée dans un corps androïde à l’apparence féminine, dont l'enveloppe extérieure est constituée d'acier et de titane. Dotée de capacités illimitées d'activité auto-motivée, d'intelligence créative et d'émotions de type humain, sa personnalité a été créée avec les schémas mentaux de l'humaine Janet van Dyne (alias la Guêpe).
En tant que robot, Jocaste n'a pas besoin de se nourrir ni de respirer, et peut résister au froid glacial de l'espace ou à la pression des océans ; elle est aussi insensible aux maladies et aux toxines. Pour se recharger en énergie, elle utilise l’énergie solaire quotidienne, qui suffit à restaurer ses batteries internes (à défaut, elle est capable de se recharger à partir de n’importe quelle source électrique).
Grâce aux programmes informatiques stockés dans sa vaste mémoire, Jocaste dispose d'un niveau de connaissances équivalent à une éducation universitaire supérieure dans divers domaines, notamment dans les soins physiques, la médecine, les sciences vétérinaires, les techniques de l’information et la plupart des domaines liés à l’informatique. Par ailleurs, comme toutes les autres créations du robot Ultron, elle est dotée d'« Impératifs Ultron », des instructions qui la forcent à reconstruire Ultron quand celui-ci est détruit.
- Jocaste possède une force surhumaine lui permettant de soulever indéfiniment une masse de 5 tonnes (on ne sait pas si c'est sa limite maximale, qui reste encore à mesurer)[1].
- En cas d'attaque, elle peut générer un champ de force protecteur électromagnétique autour d'elle, pendant quelques minutes.
- Ses yeux possèdent des capteurs disposant d'un zoom et d'un affineur d'image très performants, et peuvent aussi émettre un rayon électromagnétique.
- Elle est aussi équipée de puissants capteurs olfactifs et auditifs, rivalisant avec les sens des animaux comme les chats ou les chiens. Un autre de ses capteurs l'aide à pister certaines formes d'énergie à leur source.
- Son corps robotique abrite de multiples ports de connexion entrées-sorties, qu'elle utilise pour télécharger et gérer des programmes informatiques extérieurs, où pour contrôler des interfaces et des machines externes.
- Elle a été équipée d'un inducteur holographique et d'un modificateur de voix, ce qui lui permet de prendre l'apparence d'une femme humaine.

## Apparitions dans d'autres médias

### Cinéma
- Dans le film Next Avengers: Heroes of Tomorrow (2008), Jocaste est l'intelligence artificielle de la base que Tony Stark a créé pour élever les enfants de certains Vengeurs, autrefois tués par Ultron.
- Dans le film Avengers : L’Ère d'Ultron (2015), Tony Stark est contraint d'utiliser une nouvelle intelligence artificielle après que J.A.R.V.I.S. se soit téléchargé dans le corps de la Vision. L'une de ces intelligences se nomme J.O.C.A.S.T.A., mais n'est pas utilisée.

### Télévision
- 2012: Avengers: L'équipe des super héros (série d'animation)

### Jeu vidéo
- Marvel Heroes (2013).